# S1PR3
Sfingozin-1-fosfatni receptor 3 je ljudski gen koji kodira G protein spregnuti receptor za koji se vezuje lipidni signalni molekul sfingozin 1-fosfat (S1P). stoga je ovaj receptor takođe poznat kao .

## Funkcija
Ovaj protein je član EDG familije receptora. On doprinosi regulaciji angiogeneze i funkcija vaskularnih endotelnih ćelija.

## Literatura
- Hla T; Lee MJ; Ancellin N;  . (2000). „Sphingosine-1-phosphate signaling via the EDG-1 family of G-protein-coupled receptors.”. Ann. N. Y. Acad. Sci. 905: 16—24. PMID 10818438. doi:10.1111/j.1749-6632.2000.tb06534.x.
- Spiegel S (2000). „Sphingosine 1-phosphate: a ligand for the EDG-1 family of G-protein-coupled receptors.”. Ann. N. Y. Acad. Sci. 905: 54—60. PMID 10818441. doi:10.1111/j.1749-6632.2000.tb06537.x.
- Watsky MA, Griffith M, Wang DA, Tigyi GJ (2000). „Phospholipid growth factors and corneal wound healing.”. Ann. N. Y. Acad. Sci. 905: 142—58. PMID 10818450. doi:10.1111/j.1749-6632.2000.tb06546.x.
- Takuwa Y (2002). „[Regulation of Rho family G proteins and cell motility by the Edg family of sphingosin 1-phosphate receptors]”. Tanpakushitsu Kakusan Koso. 47 (4 Suppl): 496—502. PMID 11915348.
- Van Koppen CJ; Meyer Zu Heringdorf D; Zhang C;  . (1996). „A distinct G(i) protein-coupled receptor for sphingosylphosphorylcholine in human leukemia HL-60 cells and human neutrophils.”. Mol. Pharmacol. 49 (6): 956—61. PMID 8649355.
- Yamaguchi F, Tokuda M, Hatase O, Brenner S (1996). „Molecular cloning of the novel human G protein-coupled receptor (GPCR) gene mapped on chromosome 9.”. Biochem. Biophys. Res. Commun. 227 (2): 608—14. PMID 8878560. doi:10.1006/bbrc.1996.1553.
- An S; Bleu T; Huang W;  . (1998). „Identification of cDNAs encoding two G protein-coupled receptors for lysosphingolipids.”. FEBS Lett. 417 (3): 279—82. PMID 9409733. doi:10.1016/S0014-5793(97)01301-X.
- Van Brocklyn JR; Tu Z; Edsall LC;  . (1999). „Sphingosine 1-phosphate-induced cell rounding and neurite retraction are mediated by the G protein-coupled receptor H218.”. J. Biol. Chem. 274 (8): 4626—32. PMID 9988698. doi:10.1074/jbc.274.8.4626.
- Zhang Q; Peyruchaud O; French KJ;  . (1999). „Sphingosine 1-phosphate stimulates fibronectin matrix assembly through a Rho-dependent signal pathway.”. Blood. 93 (9): 2984—90. PMID 10216094.
- Ancellin N, Hla T (1999). „Differential pharmacological properties and signal transduction of the sphingosine 1-phosphate receptors EDG-1, EDG-3, and EDG-5.”. J. Biol. Chem. 274 (27): 18997—9002. PMID 10383399. doi:10.1074/jbc.274.27.18997.
- Windh RT; Lee MJ; Hla T;  . (1999). „Differential coupling of the sphingosine 1-phosphate receptors Edg-1, Edg-3, and H218/Edg-5 to the G(i), G(q), and G(12) families of heterotrimeric G proteins.”. J. Biol. Chem. 274 (39): 27351—8. PMID 10488065. doi:10.1074/jbc.274.39.27351.
- Goetzl EJ; Dolezalova H; Kong Y;  . (1999). „Distinctive expression and functions of the type 4 endothelial differentiation gene-encoded G protein-coupled receptor for lysophosphatidic acid in ovarian cancer.”. Cancer Res. 59 (20): 5370—5. PMID 10537322.
- Lee MJ; Thangada S; Claffey KP;  . (1999). „Vascular endothelial cell adherens junction assembly and morphogenesis induced by sphingosine-1-phosphate.”. Cell. 99 (3): 301—12. PMID 10555146. doi:10.1016/S0092-8674(00)81661-X.
- An S, Zheng Y, Bleu T (2000). „Sphingosine 1-phosphate-induced cell proliferation, survival, and related signaling events mediated by G protein-coupled receptors Edg3 and Edg5.”. J. Biol. Chem. 275 (1): 288—96. PMID 10617617. doi:10.1074/jbc.275.1.288.
- Orlati S; Porcelli AM; Hrelia S;  . (2000). „Sphingosine-1-phosphate activates phospholipase D in human airway epithelial cells via a G protein-coupled receptor.”. Arch. Biochem. Biophys. 375 (1): 69—77. PMID 10683250. doi:10.1006/abbi.1999.1589.
- Lee H, Goetzl EJ, An S (2000). „Lysophosphatidic acid and sphingosine 1-phosphate stimulate endothelial cell wound healing.”. Am. J. Physiol., Cell Physiol. 278 (3): C612—8. PMID 10712250.
- Kimura T; Watanabe T; Sato K;  . (2000). „Sphingosine 1-phosphate stimulates proliferation and migration of human endothelial cells possibly through the lipid receptors, Edg-1 and Edg-3.”. Biochem. J. 348 Pt 1: 71—6. PMID 10794715. doi:10.1042/0264-6021:3480071.

## Spoljašnje veze
- „Lysophospholipid Receptors: S1P3”. IUPHAR Database of Receptors and Ion Channels. International Union of Basic and Clinical Pharmacology. Архивирано из оригинала 03. 03. 2016. г.
- Lysophospholipid+receptors на 